# 栃赤城雅男
栃赤城 雅男（とちあかぎ まさお、1954年〈昭和29年〉10月31日 - 1997年〈平成9年〉8月18日）は、群馬県沼田市薄根町出身で春日野部屋に所属した大相撲力士。本名は金谷 雅男（かなや まさお）。最高位は東関脇（1979年5月場所、同年9月場所、1980年3月場所）。身長182cm、体重140kg。得意手は右四つ、小手投げ、腕捻り、掛け投げ。

## 来歴・人物
沼田市で呉服店を営む両親の元で、3人兄弟の次男として出生した。中学では水泳部、群馬県立沼田高等学校では柔道部に所属し、国民体育大会に柔道群馬県代表として出場。高校時代の体重は既に100㎏を超えていたこの柔道での活躍が春日野親方（元横綱・栃錦）の目に留まり再三勧誘され、高等学校を卒業する直前に春日野部屋へ入門することとなった。入門前に相撲経験はほぼ無かったが、角界入りは「どうせ勉強は嫌いなんだから」と即決したという。
1973年1月場所にて、18歳で初土俵。翌3月場所、「金谷」の四股名で序ノ口に付き、それから僅か1年半弱で幕下に昇進した。幕下上位の壁に一度は跳ね返されたものの、1976年11月場所で十両に昇進。
十両は3場所で通過し、1977年5月場所、22歳で新入幕を果たした。そして、幕内昇進を機に「金谷」から、「栃赤城」に改名した。「栃赤城」の四股名は、故郷の名峰・赤城山に因んだものである。
持ち前の華麗な取り口から「サーカス相撲の栃赤城」の異名を取り、長く幕内上位で活躍。本場所に於ける幕内の取組では、決まり手としては珍しい「ちょん掛け」や「逆とったり」、「腕捻り」で勝ったりしたこともあった。
1979年7月場所6日目に於いての貴ノ花戦などは、栃赤城の「サーカス相撲」の面目躍如であった。貴ノ花は立合い左へ動くと栃赤城の後ろに回り、左上手、右で栃赤城の足を抱えて出た。栃赤城は必死にこらえて回り込む。貴ノ花が構わず左を差してそのまま体を浴びせるところ、栃赤城が右から捨て身の小手投げを放つと、体が割れて貴ノ花が一瞬早く落ち、栃赤城の逆転勝ちとなった。
1979年11月場所では、輪島・若乃花・三重ノ海の3横綱から金星を獲得するなど、上位力士相手でも安定した成績を残した。この場所には4横綱が出場しており、残る北の湖を倒せば史上初の「1場所4金星」という大記録を打ち立てるところであった。
一時は関脇に定着し、増位山・千代の富士・蔵間・玉ノ富士・琴風・朝潮らと共に、大関候補として期待された時期もあった。
粘りを活かした逆転技に頼った相撲であったため、一部から「大関に昇進しても怪我をするかもしれない」と危惧され、事実両足首の故障で大関への昇進は成らなかった。稽古嫌いであった上に食べ物の好き嫌いの激しさや暴飲暴食、喫煙の習慣（後述）など自己管理の甘さも大成を阻み、この点で春日野親方の心象を悪くしていた。
2場所連続の二桁勝利で大関昇進をかけた1980年3月場所、足首の捻挫で6勝9敗（千秋楽に不戦敗）。その後も金星を5つ獲得するなど活躍したが、怪我にも悩まされ1982年7月場所後に幕内を陥落して以降は糖尿病を患い精彩を欠く相撲が多くなり、幕内と十両を往復する時期が続いた。やがては十両でも勝ち越すことができなくなり、1985年7月場所では幕下にまで陥落した。1場所で十両に復帰したものの、1勝14敗と大負けして、またすぐに幕下に落ちた。
その後も栃赤城は幕下で長く相撲を取り続けたが（27場所《1985年7月場所を含む》。これは幕下まで陥落した三役経験者の記録では歴代最長であった。）、引退も考えていた時に師匠・春日野親方（元栃錦）が病に伏していたため、「師匠に、元気な姿を見てもらいたい」と取り続けた。
しかし、1990年1月場所中に師匠の春日野親方が死去したため、栃赤城も同場所後に廃業を決意した。ただし、廃業届の提出が遅れたため翌3月場所の番付では東三段目4枚目に「栃赤城」の四股名が載った。三役経験者が三段目まで陥落したのは、大豊（時津風部屋、元・小結、1985年11月場所）以来であった。
当時の慣例により、廃業した力士が引退相撲を行うことは叶わなかったため、断髪式は前橋市内のホテル（群馬ロイヤルホテル）にて同年2月22日に執り行われた。廃業後は家業の呉服店（金谷呉服店）を手伝い、後に店主となった。
1997年8月18日午後1時半頃、兄弟子でもあった山分親方（元前頭3・栃富士）とのゴルフ中に「脇腹が痛い」と訴え、一旦立ち上がったもののやがて後ろ向きに倒れた。山分は救急車を手配したが、異変を訴えてからわずか1時間半ほど後の同日午後3時頃、死去した。42歳だった。死因は急性心筋梗塞であったという。

## エピソード
- 栃赤城は柔道を経験していたためか、右手・左手・右足の力が左足に比べて異様に強く、極めてバランスが悪かった。特に右が強く、差しても小手に巻いても右が使えれば十分で、若き日の千代の富士は栃赤城の右からの投げでしばしば苦杯を舐めた。得意な決まり手は、小手投げ・とったりであった。
- 小股掬いや五輪砕きなど、珍しい技をよく使うことでも知られた。その一方で、立合いが雑であったことや攻め込まれてから技を繰り出すことが多かったことが嫌われたのか、殊勲賞・敢闘賞を各4回受賞しているにもかかわらず技能賞は1度も受賞できなかった。
- ヘビースモーカーで、貴ノ花（彼自身もヘビースモーカーであった）に「禁煙すれば、横綱も狙えるのに」とまで言われた[4]。これを受けて、「禁煙して横綱だったら、煙草を吸いまくっての幕内の方が良いです」と答えたと言われる[1]。42歳という若さで死去した栃赤城と同様、貴ノ花も還暦前の55歳で亡くなっている。
- タニマチ（後援者のこと）が大嫌いで、殆んど付き合わなかった。そのため、年寄名跡を取得することができず、廃業の憂き目を見た。
- 群馬県出身の幕内力士は1912年5月場所で入幕した白梅以来、ちょうど65年ぶりだった。その後、群馬県からは起利錦・琴錦・琴稲妻・湊富士らが輩出した。中でも、琴稲妻は栃赤城に憧れてプロの世界に入った。
- バロック音楽の鑑賞が趣味で、オーディオ機器に詳しかった。
- 筒井康隆の著作を愛読していた。
- 終生独身であった。結婚願望はあり意中の女性もいたが、廃業するまで婚姻しないうちに相手の気持ちが冷めて結婚には至らなかった。週刊誌の『あの人は今』に登場した際、「嫁さん募集中って書いといてね。頼むよ」と最後にコメントしている。
- 昭和天皇も栃赤城の大ファンであった。天覧相撲で栃赤城が休場した場所などは、説明役で栃赤城の師匠である春日野理事長（元栃錦）に昭和天皇が栃赤城の体調を心配する言葉をかけることがあったほどだった。
- 昭和天皇のエピソードにあるように、栃赤城は人気力士であり全盛期は大関候補に何度も挙げられた。しかし、師匠の春日野親方（元栃錦）にはその取り口はほとんど評価されず、「あいつ（栃赤城）が大関になったら、逆立ちして土俵を一周してやるよ」と言っていた[1]。
- 千代の富士に対して滅法強く、15回対戦して8勝7敗と千代の富士の横綱昇進後に対戦があった関脇以下の力士としては唯一勝ち越している。千代の富士の新大関の場所である1981年3月場所では、初日に対戦して黒星を付けた。
- あんパンが大好きで、支度部屋でもよく食べていた（現在、支度部屋では飲食禁止）。柄パンを愛用していた。
- 2013年1月3日放送の『マツコ&有吉の怒り新党 お正月スペシャル』のコーナー、『新・3大〇〇調査会』（テレビ朝日）にて、「日本人が知っておくべき!新・3大土俵際の魔術師・栃赤城の取組」と題して、1979年(昭和54年)名古屋場所6日目の対貴ノ花戦（決まり手：小手投げ）、1980年(昭和55年)名古屋場所13日目の対千代の富士戦（決まり手：すくい投げ）、1990年(平成2年)初場所12日目の対荒駒戦（決まり手：五輪砕きからの押し出し。荒駒からの勝利が結果的に栃赤城の現役最後の勝ち星となった。）がやくみつるの選によって紹介された。
- 栃赤城の死去を受けて、当時理事長になったばかりの北の湖は「他人事ではないよ」と、健康に留意するようになったという[1]。

## 主な戦績
- 通算成績：549勝543敗46休 勝率.503
- 幕内成績：234勝252敗39休 勝率.481
- 現役在位：103場所
- 幕内在位：35場所
- 三役在位：7場所（関脇6場所、小結1場所）
- 三賞：8回
  - 殊勲賞：4回（1979年7月場所・11月場所、1980年1月場所、1981年3月場所）
  - 敢闘賞：4回（1977年5月場所、1979年3月場所、1980年7月場所、1981年11月場所）
- 金星：8個（北の湖3個、2代若乃花3個、輪島1個、三重ノ海1個）
- 各段優勝：
  - 十両優勝：1回（1984年9月場所）

### 本場所以外での戦績
- 第4回日本大相撲トーナメント優勝（1980年2月11日）

### 場所別成績
| | 一月場所 初場所（東京） | 三月場所 春場所（大阪）  | 五月場所 夏場所（東京） | 七月場所 名古屋場所（愛知） | 九月場所 秋場所（東京） | 十一月場所 九州場所（福岡） |
| --- | ----------------------- | ------------------------ | ----------------------- | --------------------------- | ----------------------- | --------------------------- |
| 1973年 （昭和48年） | 番付外 3–0              | 西序ノ口11枚目 6–1       | 西序二段53枚目 6–1      | 西序二段5枚目 5–2           | 西三段目46枚目 4–3      | 西三段目30枚目 3–4          |
| 1974年 （昭和49年） | 東三段目42枚目 5–2      | 東三段目21枚目 4–3       | 西三段目10枚目 5–2      | 東幕下49枚目 4–3            | 西幕下39枚目 4–3        | 西幕下32枚目 4–3            |
| 1975年 （昭和50年） | 西幕下23枚目 4–3        | 西幕下20枚目 2–5         | 西幕下35枚目 5–2        | 東幕下19枚目 4–3            | 西幕下15枚目 3–4        | 西幕下22枚目 3–4            |
| 1976年 （昭和51年） | 西幕下30枚目 6–1        | 西幕下12枚目 4–3         | 東幕下8枚目 4–3         | 西幕下4枚目 5–2             | 西幕下筆頭 5–2          | 西十両10枚目 8–7            |
| 1977年 （昭和52年） | 東十両6枚目 8–7         | 西十両3枚目 9–6          | 西前頭12枚目 10–5 敢    | 東前頭4枚目 5–10            | 西前頭9枚目 8–7         | 西前頭6枚目 9–6             |
| 1978年 （昭和53年） | 西前頭2枚目 4–11        | 西前頭8枚目 7–8          | 東前頭11枚目 8–7        | 東前頭8枚目 8–7             | 東前頭5枚目 7–8         | 西前頭6枚目 8–7             |
| 1979年 （昭和54年） | 西前頭筆頭 6–9          | 東前頭4枚目 10–5 敢      | 東関脇 7–8              | 西関脇 9–6 殊               | 東関脇 6–9              | 西前頭筆頭 10–5 殊★         |
| 1980年 （昭和55年） | 西関脇 11–4 殊          | 東関脇 6–9               | 西前頭2枚目 休場 0–0–15 | 西前頭2枚目 10–5 敢★        | 西関脇 1–5–9            | 東前頭8枚目 休場 0–0–15     |
| 1981年 （昭和56年） | 東前頭8枚目 9–6         | 東前頭2枚目 10–5 殊★     | 東小結 5–10             | 東前頭4枚目 5–10            | 西前頭7枚目 8–7 ★       | 西前頭5枚目 9–6 敢★         |
| 1982年 （昭和57年） | 東前頭筆頭 2–13 ★       | 東前頭7枚目 6–9          | 西前頭10枚目 6–9        | 東前頭15枚目 6–9            | 東十両3枚目 7–8         | 東十両5枚目 7–8             |
| 1983年 （昭和58年） | 西十両6枚目 8–7         | 東十両5枚目 9–6          | 東十両2枚目 9–6         | 東前頭13枚目 6–9            | 東十両4枚目 8–7         | 東十両3枚目 10–5            |
| 1984年 （昭和59年） | 東前頭13枚目 6–9        | 西十両筆頭 8–7           | 東十両筆頭 5–10         | 東十両7枚目 9–6             | 西十両3枚目 優勝 11–4   | 東前頭12枚目 6–9            |
| 1985年 （昭和60年） | 東十両2枚目 5–10        | 西十両5枚目 6–9          | 東十両11枚目 6–9        | 西幕下2枚目 4–3             | 東十両13枚目 1–14       | 西幕下15枚目 2–5            |
| 1986年 （昭和61年） | 東幕下32枚目 3–4        | 西幕下43枚目 3–4         | 東幕下58枚目 4–3        | 西幕下42枚目 5–2            | 西幕下21枚目 3–4        | 東幕下30枚目 4–3            |
| 1987年 （昭和62年） | 東幕下23枚目 5–2        | 西幕下13枚目 5–2         | 西幕下6枚目 3–4         | 西幕下11枚目 4–3            | 東幕下6枚目 4–3         | 東幕下3枚目 3–4             |
| 1988年 （昭和63年） | 東幕下8枚目 3–4         | 東幕下12枚目 4–3         | 西幕下7枚目 4–3         | 東幕下3枚目 3–4             | 東幕下8枚目 3–4         | 東幕下13枚目 3–4            |
| 1989年 （平成元年） | 西幕下18枚目 4–3        | 東幕下14枚目 4–3         | 西幕下10枚目 4–3        | 東幕下8枚目 4–3             | 東幕下3枚目 2–5         | 東幕下16枚目 1–6            |
| 1990年 （平成2年） | 西幕下39枚目 2–5        | 東三段目4枚目 引退 0–0–7 | x                       | x                           | x                       | x                           |
| 各欄の数字は、「勝ち-負け-休場」を示す。 優勝 引退 休場 十両 幕下 三賞：敢=敢闘賞、殊=殊勲賞、技=技能賞 その他：★=金星 番付階級：幕内 - 十両 - 幕下 - 三段目 - 序二段 - 序ノ口 幕内序列：横綱 - 大関 - 関脇 - 小結 - 前頭（「#数字」は各位内の序列） |                         |                          |                         |                             |                         |                             |

## 幕内対戦成績
| 力士名         | 勝数 | 負数  | 力士名       | 勝数 | 負数 | 力士名       | 勝数 | 負数 | 力士名         | 勝数 | 負数 |
| -------------- | ---- | ----- | ------------ | ---- | ---- | ------------ | ---- | ---- | -------------- | ---- | ---- |
| 青葉城         | 6    | 4     | 青葉山       | 6    | 5    | 朝汐(長岡)   | 3    | 6    | 旭國           | 4    | 2    |
| 旭富士         | 1    | 0     | 東洋(三杉磯) | 5    | 3    | 天ノ山(尾形) | 7    | 4    | 荒勢           | 10   | 2    |
| 板井           | 1    | 1     | 王湖         | 1    | 0    | 大潮         | 4    | 4    | 巨砲           | 4    | 3    |
| 大錦           | 5    | 4     | 大豊         | 1    | 1    | 魁輝         | 6    | 10   | 魁傑           | 1    | 3    |
| 北瀬海         | 2    | 1     | 北の湖       | 3    | 13   | 騏ノ嵐       | 0    | 1    | 麒麟児         | 7    | 9    |
| 蔵間           | 4    | 10(1) | 黒瀬川       | 6    | 6    | 黒姫山       | 4    | 4    | 高望山         | 0    | 3    |
| 琴風           | 4(1) | 9     | 琴ヶ嶽       | 1    | 0    | 琴乃富士     | 1(1) | 0    | 琴若           | 0    | 2    |
| 斉須           | 1    | 2     | 蔵玉錦       | 3    | 3    | 佐田の海     | 3    | 4    | 嗣子鵬         | 1    | 1    |
| 陣岳           | 0    | 2     | 神幸         | 0    | 2    | 大旺         | 3    | 1    | 大觥           | 2    | 1    |
| 太寿山(大寿山) | 4    | 3     | 大徹         | 1    | 1    | 大竜川       | 1    | 0    | 隆の里(隆ノ里) | 7    | 12   |
| 貴ノ花         | 3    | 6(1)  | 隆三杉       | 0    | 2    | 高見山       | 3    | 1    | 多賀竜         | 0    | 3    |
| 谷嵐           | 3    | 0     | 玉輝山       | 6    | 3    | 玉ノ富士     | 7    | 4    | 玉龍           | 1    | 1    |
| 千代櫻         | 1    | 2     | 千代の富士   | 8    | 7    | 照の山       | 2    | 1    | 出羽の花       | 7    | 9    |
| 闘竜           | 1    | 2     | 羽黒岩       | 1    | 0    | 播竜山       | 4    | 4    | 飛騨乃花       | 2    | 2    |
| 富士櫻         | 9    | 4     | 双津竜       | 4    | 5    | 鳳凰         | 4    | 4    | 北天佑         | 2    | 5    |
| 増位山         | 4    | 5     | 三重ノ海     | 2    | 7    | 水戸泉       | 0    | 1    | 豊山           | 4    | 1    |
| 若獅子         | 3    | 2     | 若島津       | 2    | 2    | 若瀬川       | 0    | 1    | 若ノ海         | 1    | 0    |
| 若乃花(若三杉) | 4    | 8     | 輪島         | 2    | 6    | 鷲羽山       | 8    | 4    |                |      |      |

## 改名歴
- 金谷 雅男（かなや まさお）1973年3月場所 - 1977年3月場所
- 栃赤城 雅男（とちあかぎ - ）1977年5月場所 - 1981年1月場所
- 栃赤城 敬典（とちあかぎ たかのり）1981年3月場所 - 1985年7月場所
- 栃赤城 雅男（とちあかぎ まさお）1985年9月場所 - 1990年3月場所